# Hija

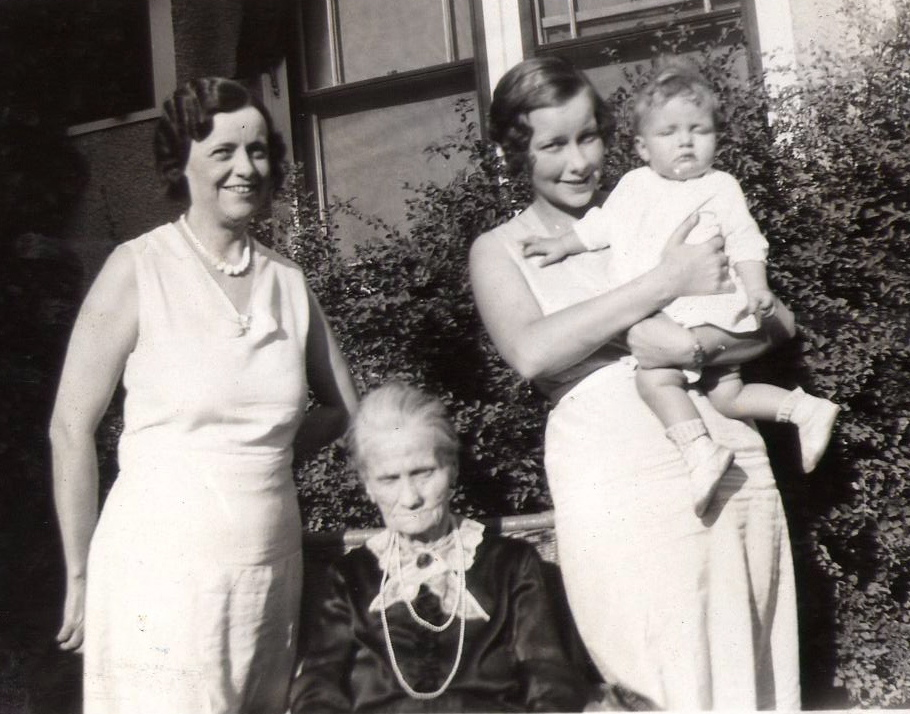
Fotografía del 1931 de cuatro generaciones de madres e hijas.

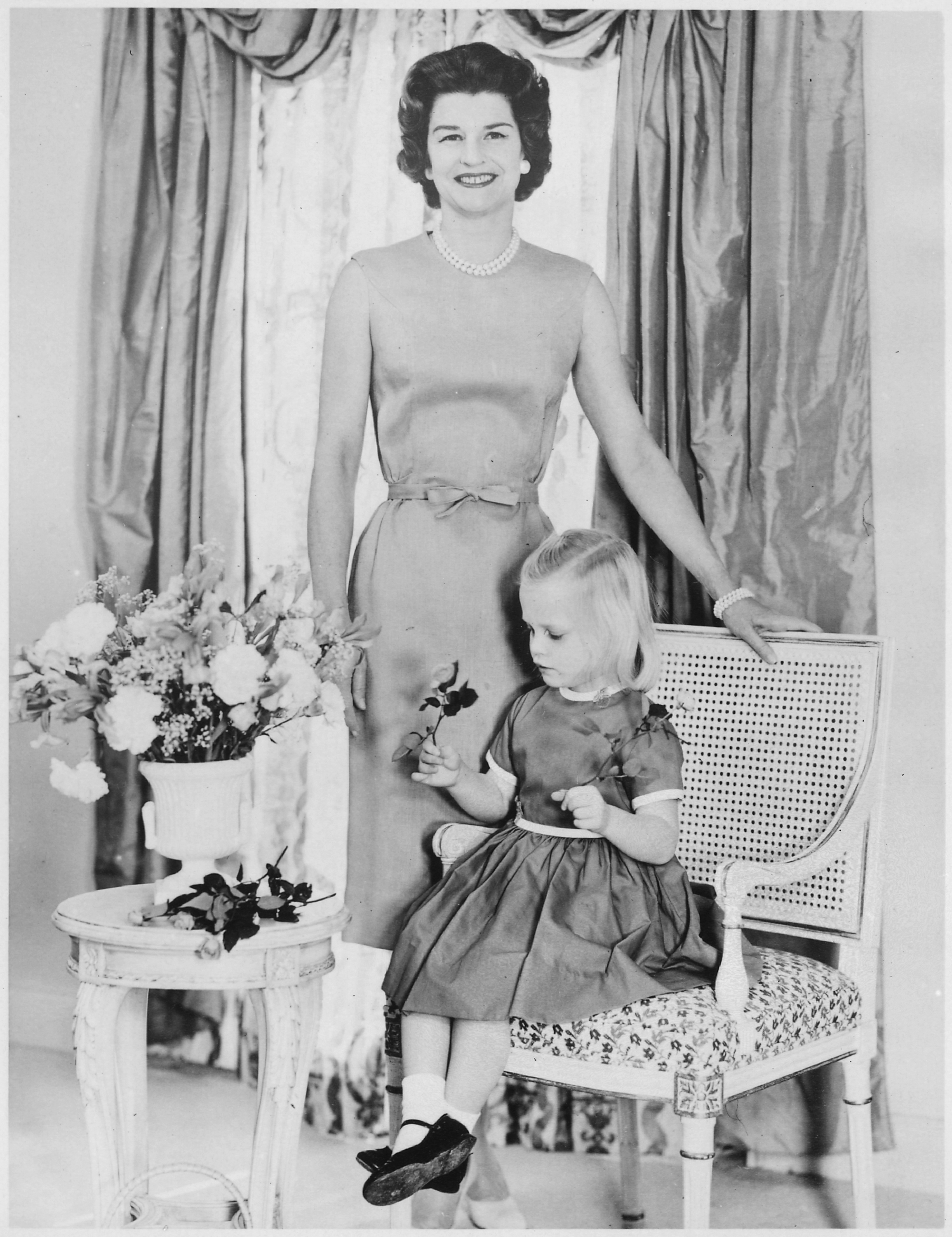
Betty Ford junto a su hija, Susan Ford.

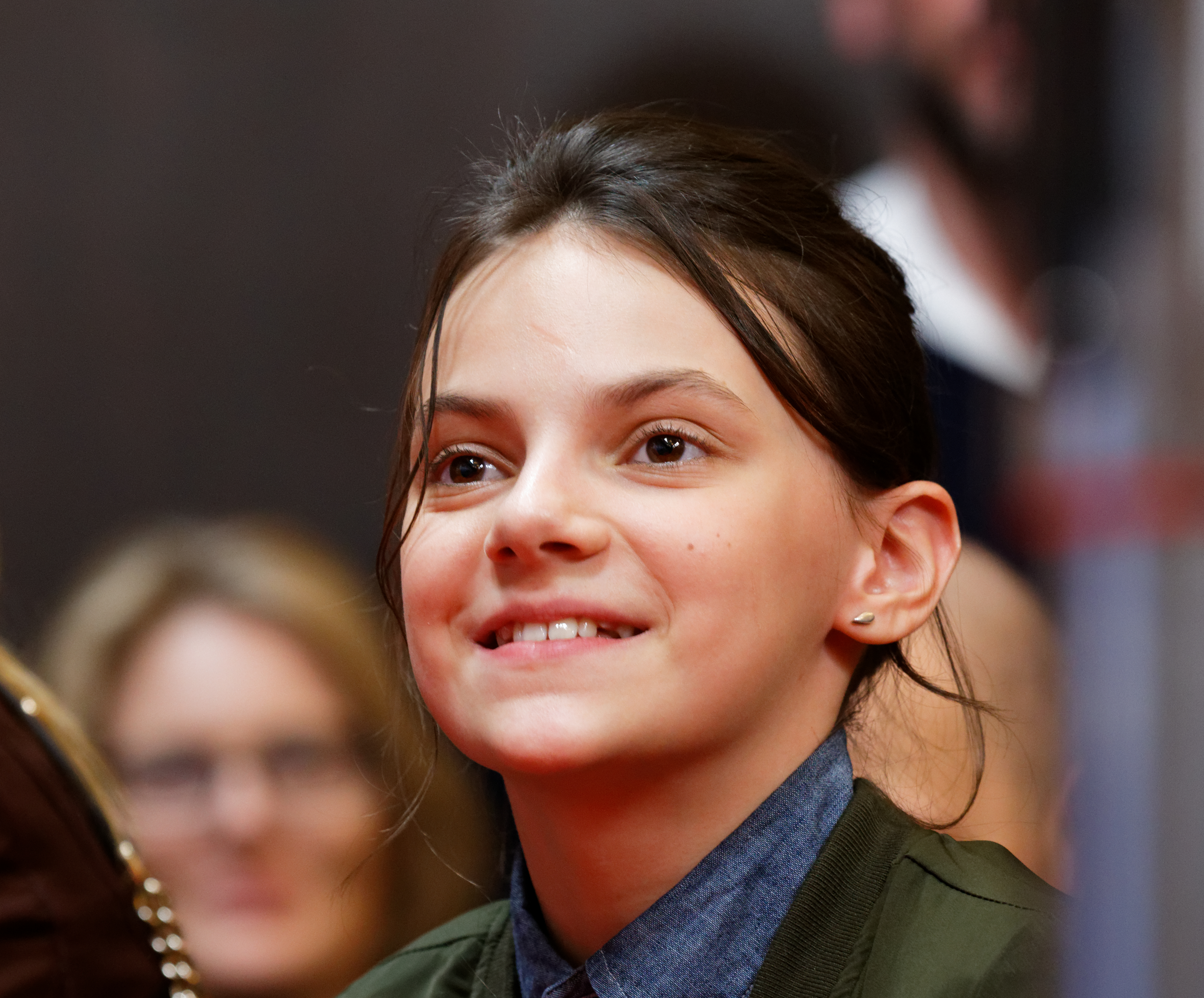

Una hija es un ser humano de sexo femenino descendiente de un progenitor. La contraparte masculina es el hijo.
El término hija viene a veces especificado, en el sentido que la palabra hijos tiende a ser generalizado, en cuanto puede englobar el significado femenino de hija y así pues, sobre todo en el lenguaje familiar, se pueden encontrar locuciones del tipo "tengo dos hijas y un varón" en lugar de "tengo dos hijas y un hijo".
A veces el término hija puede ser usada como epíteto afectuoso por parte de una persona anciana o digna de reverencia o consideración para dirigirse a una chica o una joven, pero también a una mujer adulta, en expresiones de afecto y también de compasión.

## Ejemplos de uso común de la palabrahija
- Las hijas de Eva - las mujeres
- Hijas de Maria - mujeres pertenecientes a diversas asociaciones religiosas
- Hijas de la noche - las sombras
- La violencia es hija del odio
- La soberbia es hija de la ignorancia